# 王彥奇
王彥奇（1454年—？年），字庭簡，四川夔州府雲陽縣仁受里人，民籍，明朝政治人物。

## 生平
四川鄉試第四十四名舉人。弘治三年（1490年）中式庚戌科二甲第七十名進士。曾任延安府知府。

## 家族
曾祖王才傑；祖父王文秀；父王景先，母向氏。